# Lupin III - Il segreto del Diamante Penombra
Lupin III - Il segreto del Diamante Penombra (ルパン三世 トワイライト★ジェミニの秘密?, Rupan Sansei - Towairaito Jemini no himitsu) è l'ottavo special televisivo giapponese di Lupin III, famoso ladro creato da Monkey Punch, diretto e in parte scritto da Gisaburō Sugii, andato in onda per la prima volta in Giappone su Nippon Television il 2 agosto 1996.
È stato trasmesso per la prima volta in Italia il 24 ottobre 1999 su Italia 1 col titolo Lupin - Una cascata di diamanti, mentre nell'edizione VHS il film assume il titolo Lupin III - Il diamante Penombra.

## Trama
Lupin viene convocato dal suo vecchio amico Dolun, un potente boss della mafia francese, il quale, ormai prossimo alla morte, gli consegna la metà di un diamante, il Penombra, che, se riunito all'altra metà, potrebbe condurlo al tesoro perduto della tribù dei Gelthi, distrutta agli inizi del novecento. Lupin quindi si reca in Marocco, dove rimane coinvolto nel conflitto che vede contrapposti i superstiti della tribù, che cercano solo di professare la propria fede in un Paese che li perseguita, e una minoranza di fanatici guidati dal figlio del Grande Saggio, che invece aspira solo a mettere le mani sul tesoro.
A questo si aggiungono l'immancabile Zenigata, il fedele Jigen, l'avida Fujiko, e per finire il samurai Goemon venuto a sfidare a uccidere Sadachiyo, uno dei sicari dei Gelthi ribelli, colpevole di aver infranto il codice d'onore della loro scuola (il doppiaggio italiano usa una voce femminile, per nascondere che Sadachiyo è un uomo che parla in modo effeminato, probabilmente gay; la sua costituzione fisica è tutt'altro che femminea, essendo ben più grosso e robusto di Goemon); in più arriva nientemeno che Jean-Pierre, il capo dell'Interpol; il capo della polizia locale spiega a Zenigata che questi è originario del paese ed appartiene all'etnia che vinse la guerra contro i Gelthi.
Lupin incontra una giovane e bellissima ragazza, di nome Lala, a cui salva la vita quando la polizia tenta di catturarla; Lala appartiene alla tribù Gelthi ed è in contatto con il Grande Saggio in persona; salvato da quest'ultimo dalle sabbie mobili assieme a Lala, Lupin viene a sapere che Dolun era stato lì molti anni prima con la Legione Straniera, ed aveva conosciuto una principessa dei Gelthi iniziando una storia con lei; quando i loro nemici vinsero la guerra spalleggiati dagli inglesi, Dolun ricevette metà del diamante Penombra, e l'altra restò alla donna che la passò ai suoi discendenti, compresa sua nipote Lala che lo porta al collo. In seguito, curiosando tra le carte della polizia insieme a Fujiko, Lupin trova una foto del figlio del Grande Saggio in compagnia di Jean-Pierre quando frequentavano l'università in Francia, e capisce.
Durante lo scontro finale, Lupin rivela a tutti la verità; Jean-Pierre ha deciso di prendere l'identità del suo amico dopo aver appreso la leggenda del diamante per ottenere il tesoro; nella sparatoria che ne segue, il Grande Saggio salva Lala uccidendo il capo dell'Interpol, vendicando il figlio; Goemon, combattendo con Sadachiyo perde la spada che vola in alto e cade trafiggendo a morte Sadachiyo. Alla fine, le due metà di Penombra vengono unite per attivare un meccanismo; appare una parete scolpita con una scritta che esorta i Gelthi a riconquistare l'orgoglio etnico e l'antica gloria, partendo da se stessi; non vedendo tesori, l'infuriata Fujiko dà un calcio alla scritta e la fa crollare, scoprendo un grande tesoro in diamanti, e Lupin commenta che i Gelthi antichi avevano uno strano senso dell'umorismo. Lupin parte senza aver preso niente tranne la sua metà del Penombra, e torna da un commosso Dolun per restituirgliela e informarlo che la nipote Lala sta bene.

## Doppiaggio
| Personaggio                       | Doppiatore originale | Doppiatore italiano |
| --------------------------------- | -------------------- | ------------------- |
| Lupin III                         | Kan'ichi Kurita      | Roberto Del Giudice |
| Daisuke Jigen                     | Kiyoshi Kobayashi    | Sandro Pellegrini   |
| Fujiko Mine                       | Eiko Masuyama        | Alessandra Korompay |
| Goemon Ishikawa                   | Makio Inoue          | Antonio Palumbo     |
| Koichi Zenigata                   | Gorō Naya            | Rodolfo Bianchi     |
| Lala                              | Aya Hisakawa         | Stella Musy         |
| Gundam (in originale Jean-Pierre) | Takayuki Sugō        | Massimo Gentile     |
| Sadachiyo                         | Nachi Nozawa         | Anna Cesareni       |
| Bultokari                         | Kōichi Kitamura      | Mario Mastria       |
| Zoran                             | Tetsuo Kanao         | Giuliano Giacomelli |
| Dorune                            | Shuichiro Moriyama   | Goffredo Matassi    |

- Doppiaggio italiano:
  - Casa di doppiaggio: Edit S.r.l
  - Direttore del doppiaggio: Roberto Del Giudice
  - Assistente al doppiaggio: Daniela Inserra
  - Dialoghi italiani: Anna Carinci
  - Sonorizzazione: Studio Due Roma
  - Mixage: Claudio Toselli

## Colonna sonora
La colonna sonora dello special è stata composta da Yūji Ōno.
- Lupin The Third Twilight Gemini Original Soundtrack
- #Dorune's Room
- #Rupan Sansei no Theme '96
- #Attack by Train
- #Beautiful Girl Lala
- #Distant Wind
- #Lupin & Fujiko
- #Old Officer Blutokarie
- #Hitman Sadachiyo
- #Old Woman's Recollection
- #Escaping
- #Chief John's Headquarters
- #Senior Son's Gal
- #Rescue Lala!
- #Geld under Martial Law
- #Archbishop's Puzzle
- #Desert
- #Far Wind
- #No Bottom in the Quicksand for Two People
- #Twilight Gemini's Secret
- #Closing My Eyes Could Help You Say
- #John's True Appearance
- #Confrontation between Goemon and Sadachiyo
- #Geld's Treasure Sanctuary
- #Tsuki to taiyō no meguri
- #Cross One Hundred Years

## Edizioni home video

### VHS
Lo special è uscito in VHS nel novembre 1999 edito da Medusa Video col titolo "Il diamante Penombra". Rispetto all'edizione televisiva vi sono le scene lì censurate, ma il doppiaggio è lo stesso, presentando quindi le stesse censure audio sul fatto che il personaggio Sadachiyo sia in realtà gay.

### DVD
La stessa edizione VHS è stata edita in DVD da Dynit il 28 luglio 2004, per poi essere ristampata il 16 luglio 2008 dalla Yamato Video. Il film è stato anche ristampato per le edicole, è infatti uscito varie volte con DeAgostini e il 24 febbraio 2012 con La Gazzetta dello Sport.

### Blu-ray Disc
In Giappone il film è stato rimasterizzato in alta definizione e venduto in formato Blu-ray Disc all'interno della raccolta LUPIN THE BOX - TV Special BD Collection (LUPIN THE BOX ~ TV スペシャルBDコレクション~?).